# Valuk
Lahko kolesno oklepno vozilo Valuk (LKOV, "Lako kotačno oklopno vozilo") skraćeno LKOV Valuk ili samo Valuk je poboljšana i pod licencom izgrađena slovenska inačica Pandur I oklopnog transportera. Licenca je dobivena dogovorom austrijske kompanije Steyr Daimler Puch Spezialfahrzueg AG & Co KG (sada dio General Dynamics Land Systems - Europe), za slovensku tvrtku Sistemska Tehnika koja proizvodi Valuke za potrebe slovenske vojske. Vozilo je nazvano po karantanskom knezu Valuku iz 7. stoljeća. Slovenska vojska trenutno raspolaže s 85 Valuk vozila. 

## Vanjske poveznice
- Valuk - Army Technology